# Hortensia Bussi
Hortensia Bussi Soto, nazywana La Tencha (ur. 22 lipca 1914 w Valparaíso, zm. 18 czerwca 2009 w Santiago) – chilijska pierwsza dama jako żona Salvadora Allende (1970–1973), działaczka na rzecz praw człowieka.

## Życiorys
Była córką oficera chillijskiej marynarki handlowej. Ukończyła historię i geografię na Uniwersytecie Chilijskim. W styczniu 1939 roku poznała Salvadora Allende, współpracując z nim w kampanii na rzecz pomocy dla ofiar trzęsienia ziemi, które w tym samym roku nawiedziło Chile. Para wzięła ślub w 1940 roku, miała następnie trzy córki: Carmen Paz, Isabel, Beatriz Allende (zm. 1977).
Podczas zamachu stanu w 1973 roku przeżyła bombardowanie domu prezydenta. Po śmierci swojego męża brała udział w jego tajnym pogrzebie, następnie opuściła Chile i udała się na emigrację do Meksyku. Na emigracji została działaczką na rzecz praw człowieka i przeciwniczką reżimu generała Augusto Pinocheta. W 1977 roku była kandydatką na urząd rektora Uniwersytetu w Glasgow. W 1988 roku powróciła do Chile, wycofując się jednak z życia publicznego.